# Pseudogoodyera wrightii
Pseudogoodyera wrightii är en orkidéart som först beskrevs av Heinrich Gustav Reichenbach, och fick sitt nu gällande namn av Rudolf Schlechter. Pseudogoodyera wrightii ingår i släktet Pseudogoodyera och familjen orkidéer. Inga underarter finns listade i Catalogue of Life.